# Port Sunlight

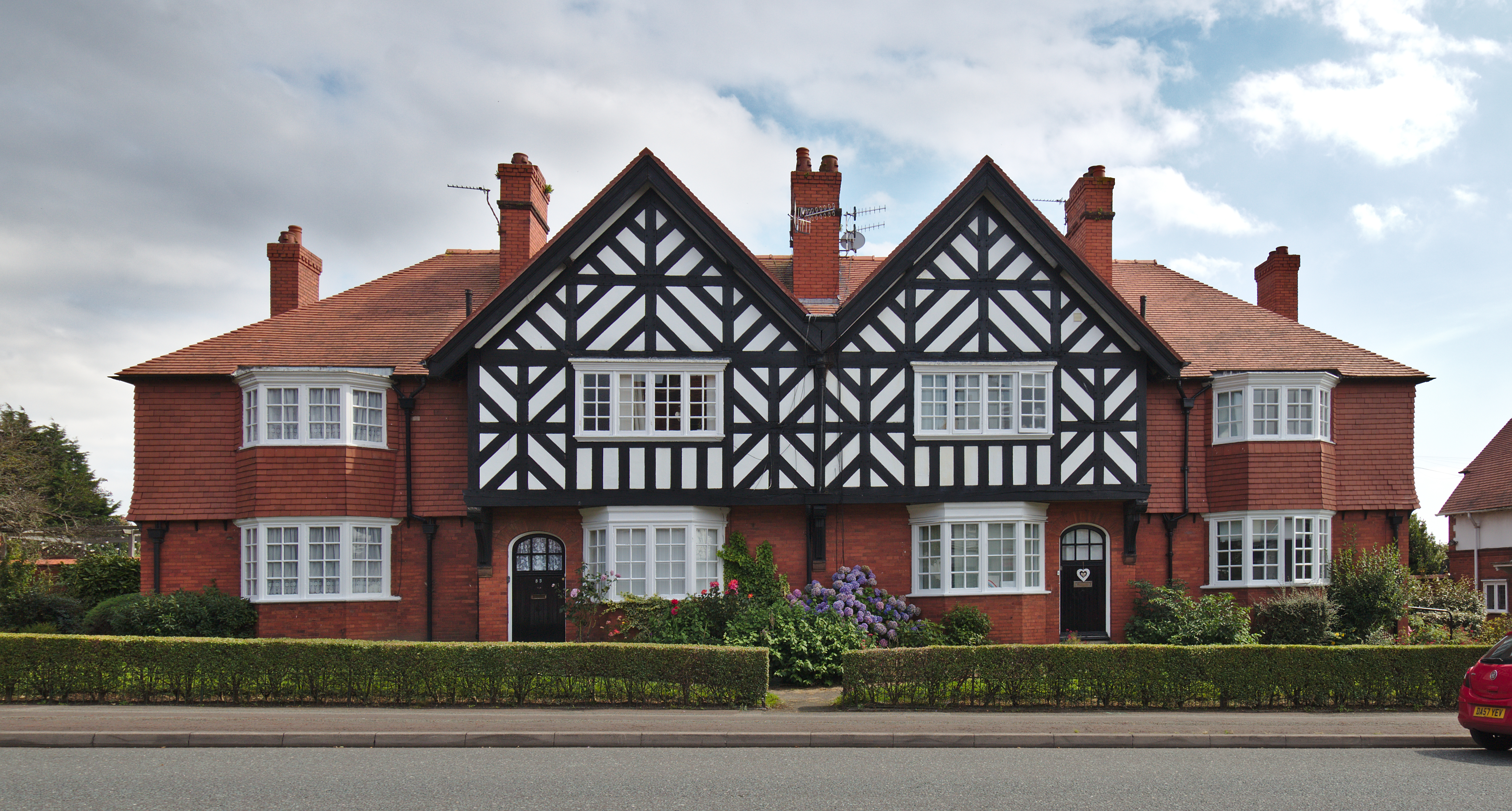
81-87 Bebington Road, Port Sunlight

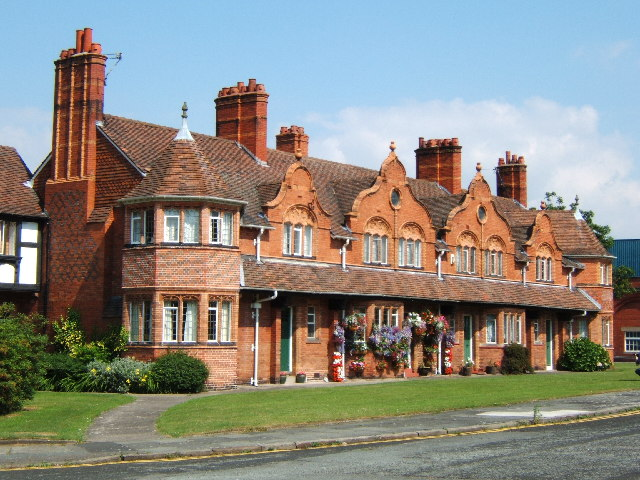
Huizen aan Greendale Avenue

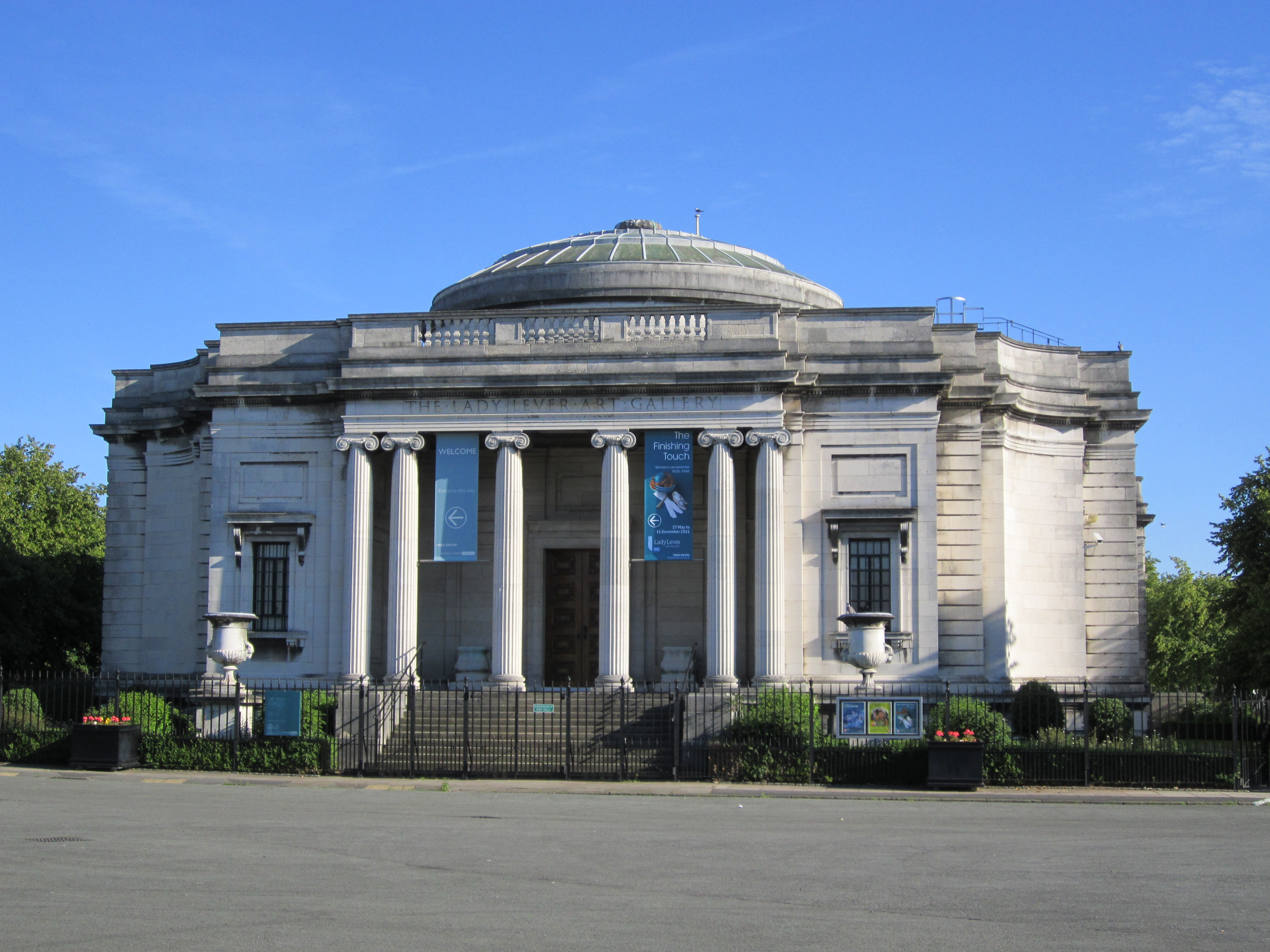
Lady Lever Art Gallery

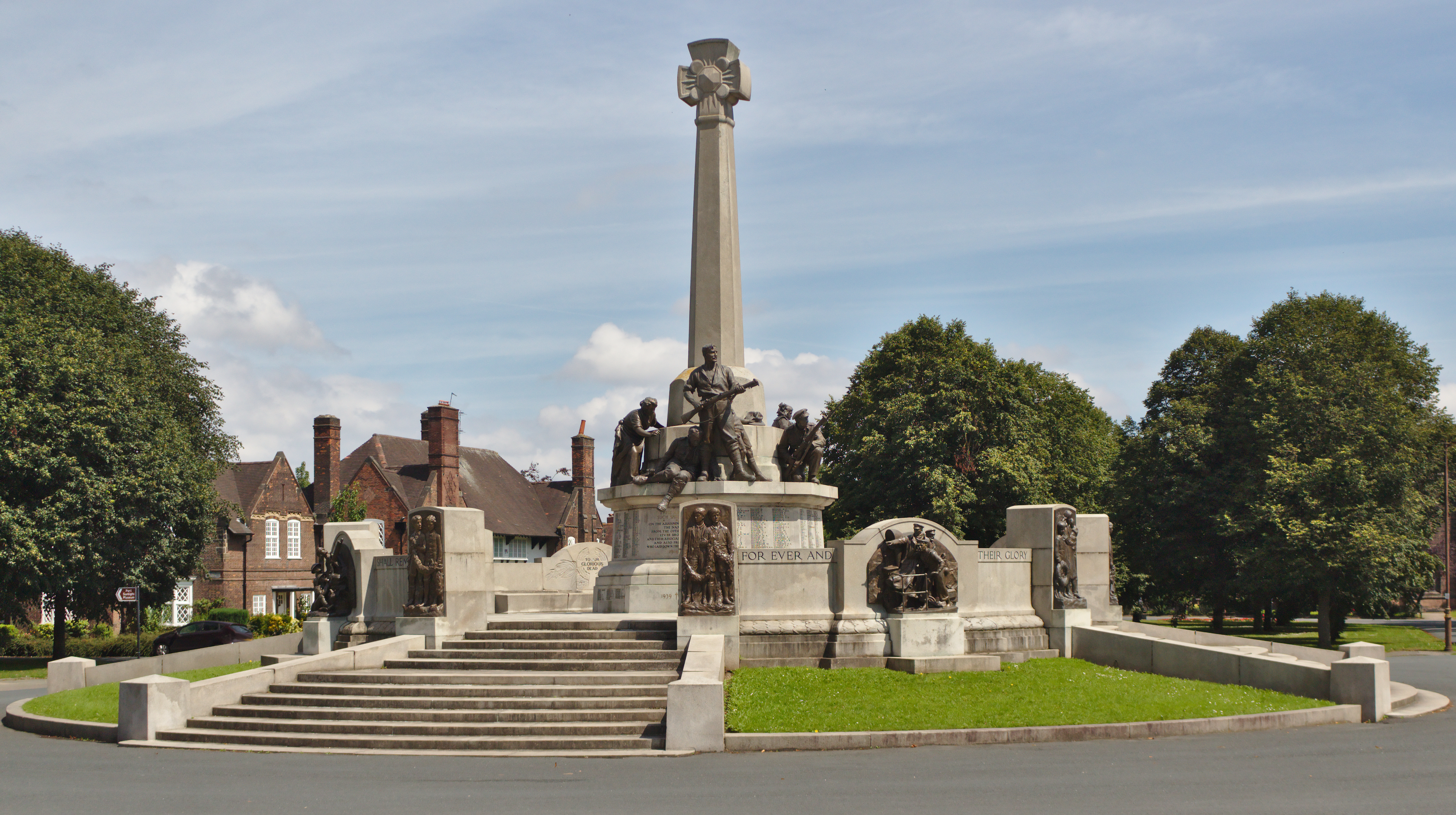
War Memorial

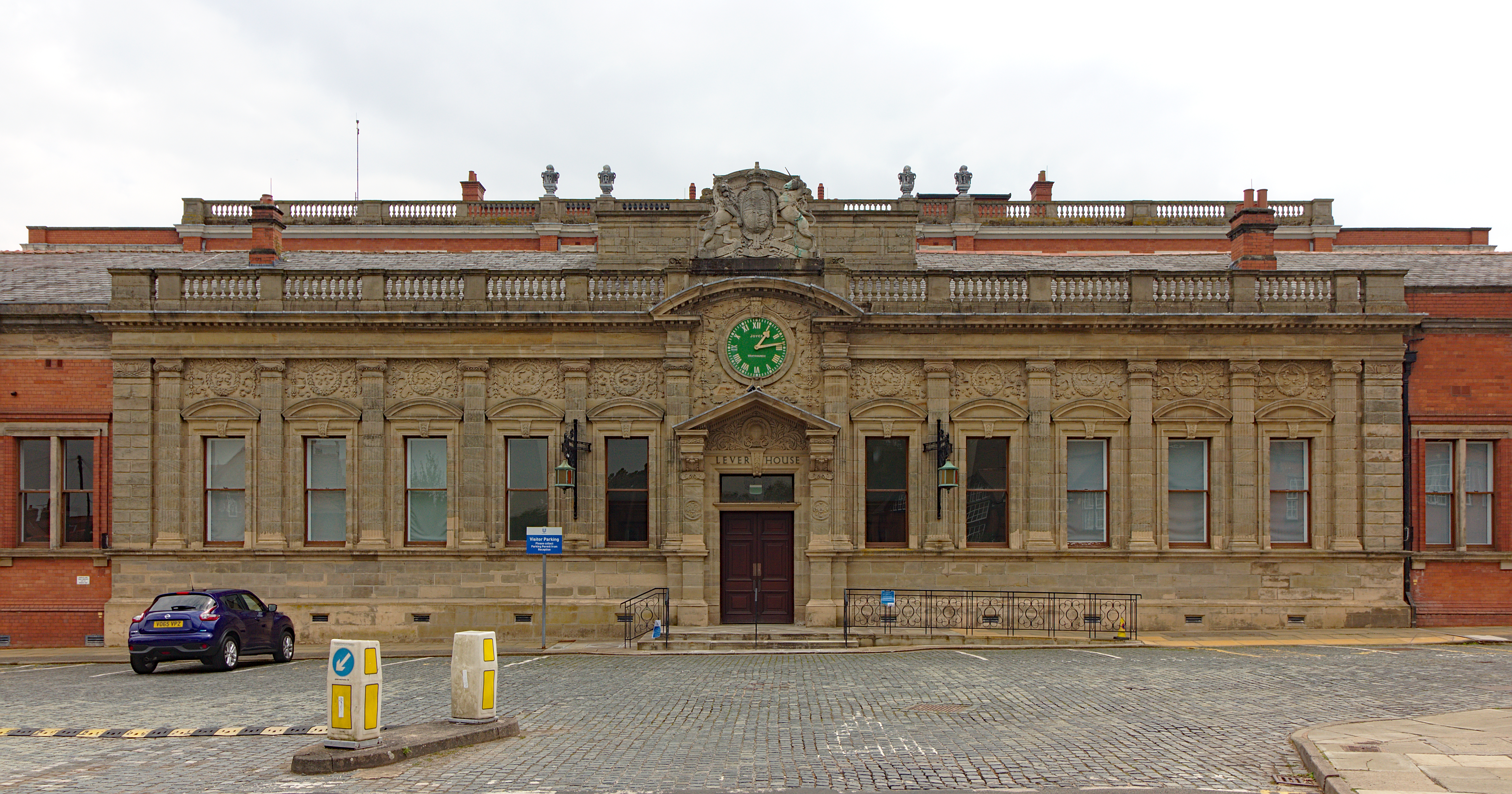
Gevel van Lever fabriek Port Sunlight

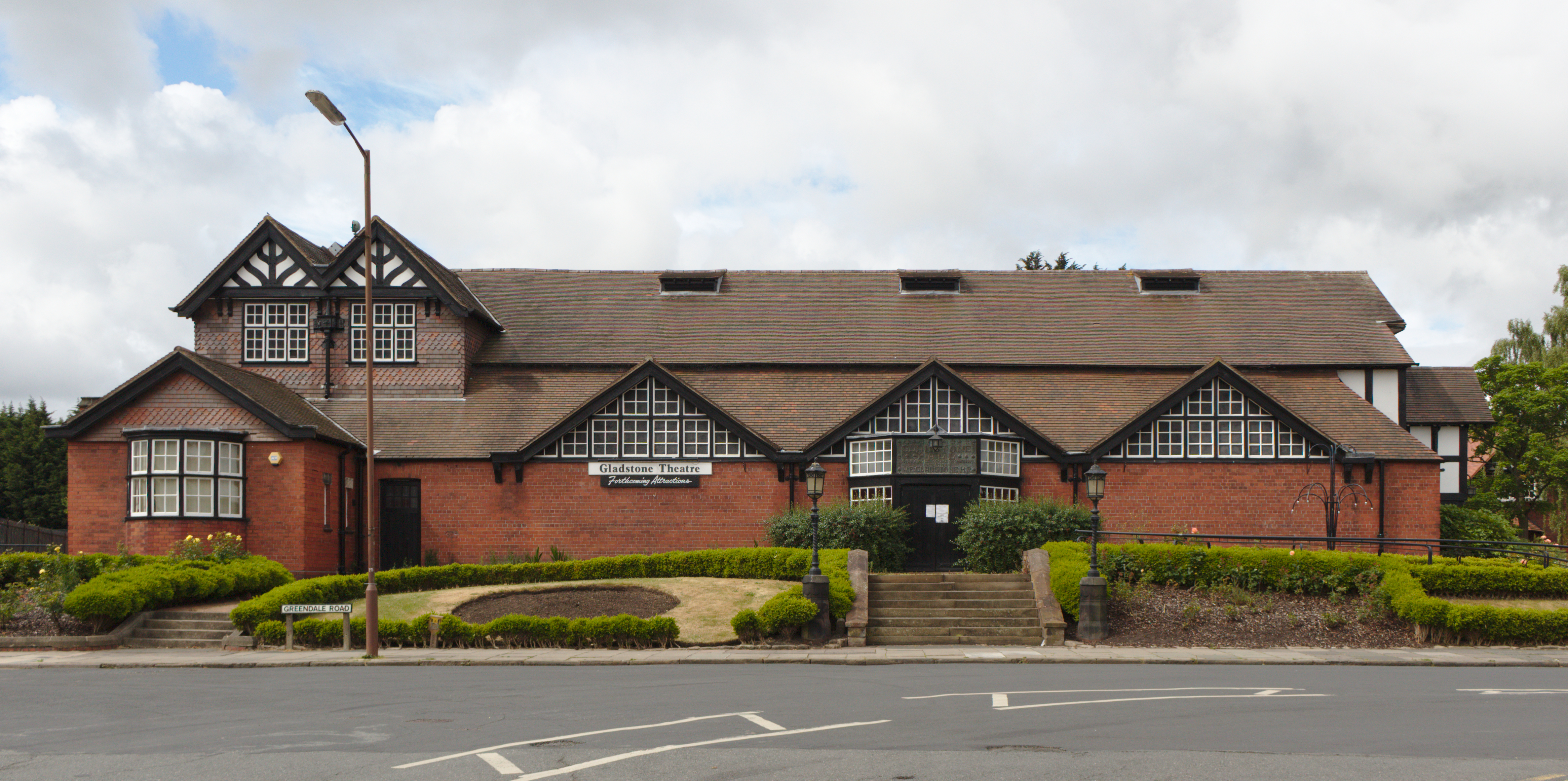
Gladstone Theater

Port Sunlight is een in het Engelse schiereiland Wirral aan de Mersey gelegen fabrieksdorp dat in 1888 als modeldorp voor fabrieksarbeiders van de Sunlight-zeepfabrieken werd gebouwd in opdracht van de Engelse broers en ondernemers William Hesketh Lever (1851–1925)  en  James Darcy Lever (1854–1916) in navolging van de reeks fabrieksnederzettingen die op het Europese vasteland vanaf rond 1815 verschenen. 

## Historie

### Doelstellingen
Port Sunlight werd ontworpen door de gebroeders Lever, en gebouwd naar voorbeeld van het Delfte Agnetapark van Jacques van Marken en Agneta van Marken-Matthes. Hiertoe vond een uitgebreide correspondentie plaats tussen de directie van Lever Brothers en die van de de Nederlandsche Gist- en Spiritusfabriek. Het dorp werd echter veel groter uitgevoerd met ruim 900 woningen voor rond 4000 bewoners. Port Sunlight werd opgezet als een tuindorp.
De doelstellingen van Lever waren "om relaties te socialiseren en christen te maken, en terug te keren naar die hechte familiebroederschap die bestond in de goede oude tijd van handarbeid."
Eveneens naar de ideeën van het echtpaar Van Marken voerden de gebroeders Lever hiertoe tal van verbeteringen voor hun arbeiders in, zoals welzijnsregelingen, voorzieningen in het opleiden en vermaken van het personeel, het stimuleren van recreatie en het toelaten van organisaties die kunst, literatuur, wetenschap of muziek promootten.

### De bouw
De bouw van de eerste woningen begon in 1888 en in 1899 waren 374 woningen gereed, waarvan de laagste huurprijs omgerekend fl. 1,80 per week bedroeg In 1914 waren er zo’n 800 woningen op een bewonersaantal van 3500. Het tuindorp had tuinen aan de achterkanten van de woningen en openbare gebouwen, waaronder de Lady Lever Art Gallery, een ziekenhuis, scholen, een openluchtzwembad, een cricket- en een voetbalveld, een kerk en een eenvoudig hotel. In het Gladstone Theater, dat vernoemd is naar de parlementariër William Gladstone en door hem was geopend in 1889, worden nog altijd toneelvoorstellingen gegeven.
De bouw van het dorp werd bekostigd door in plaats van de winst aan de arbeiders uit te keren, deze in de bouw van het dorp te steken. Hierdoor groeide het dorp gelijkmatig.
De historische betekenis van Port Sunlight ligt in de combinatie van industriële modelwoningen, die materiële werkomstandigheden bieden voor mensen met een architecturale en landschapswaarde in de tuinwijk, beïnvloed door de ideeën van William Morris en de Arts and Crafts Movement. Elk huizenblok is ontworpen door een van de rond dertig voor dit project aangetrokken architecten. De achterkant van de huizen is niet zichtbaar en elk huis is uniek. In termen van architectonische kenmerken, is er vakwerk, gesneden houtwerk en schoon metselwerk, sierpleisterwerk, gegoten en verdraaide schoorstenen en met  patronen in loodglazuur. Hoewel de meeste huizen zijn gebouwd in de Engelse landhuisstijl met rode baksteen, zijn sommige huizen gebouwd in de stijl van de Vlaamse Neorenaissance, met bakstenen geïmporteerd uit België. De meeste woningen staan nu op de monumentenlijst. Ooit sierden Hollandse iepen de lanen, maar die vielen ten prooi aan de iepenziekte.

### Herbestemmingen
In de loop van de tijd hebben sommige voorzieningen een herbestemming gekregen, zoals het openluchtzwembad dat nu een tuincentrum met een café is geworden, het dorpsziekenhuis dat in 1907 was geopend en dat is omgebouwd tot het in 2008 geopende Leverhulme Hotel.
Tot de jaren 80 van de 20e eeuw waren alle bewoners werknemers van Unilever en hun gezinnen. Tijdens dit decennium werden de huizen eerst particulier verkocht. De voormalige dorpsschool is nu een club voor bewoners.
Een nieuwe toevoeging aan het gebied is het Port Sunlight River Park, dat in 2014 voor het publiek werd geopend.

## Voorbeeldfunctie
In Nederland heeft het dorp gediend als voorbeeld voor de bouw van tal van tuindorpen, zoals Tuindorp Oostzaan voor werknemers van de NDSM, Betondorp in Amsterdam, Philipsdorp in Eindhoven.

## Trivia
- Het station en de Merseytunnels met een verbinding naar Liverpool zijn door Lever gebouwd.
- Het dorp is bereikbaar per door Merseyrail geëxploiteerde trein op de lijn Liverpool - Noord-Wales. De stations heten Port Sunlight en Bebington.
- Het dorp had een eigen maandblad, Port Sunlight Journal, en heeft tegenwoordig een eigen tijdschrift dat per kwartaal wordt uitgegeven, The Port Sunlight Gazette.
- In Port Sunlight vond in 1962 het eerste optreden van The Beatles plaats met Ringo Starr als drummer, nadat Pete Best uit de groep was gezet.

## Bezienswaardigheden
- Lady Lever Art Gallery
- Port Sunlight Museum
- Museum Number 22
- Monument gevallenen Eerste Wereldoorlog